# Monumentenwet
Met monumentenwet was de Nederlandse wetgeving voor behoud van monumenten (in de zin van historisch erfgoed) bedoeld.
De uitvoering van de wet was (sinds 2009) in handen van de Rijksdienst voor het Cultureel Erfgoed, vallend onder het Ministerie van Onderwijs, Cultuur en Wetenschap.
De wet is in 2015 vervangen door de Erfgoedwet.

## Geschiedenis
Het besef dat oude gebouwen die typerend zijn voor Nederland beschermd moesten worden tegen sloop, dateert al van de 19e eeuw. De geplande sloop van het Muiderslot in 1825 leverde veel kritiek op. Aan het einde van de 19e eeuw was vooral binnen de elite zorgen over de snelle verandering van de Nederlandse omgeving. Uit die gedachten werden onder meer Vereniging Natuurmonumenten en Erfgoedvereniging Heemschut opgericht. Vooral die laatste vereniging heeft veel voor de bescherming van monumenten betekend. Tot aan de Tweede Wereldoorlog werd meermaals aangedrongen op een landelijke bescherming van monumenten. Zonder noemenswaardig resultaat. Het waren nota bene de Duitse bezetters die in 1940 overgingen op een eerste vorm van landelijke bescherming met het Besluit op de Wederopbouw van 1940. 
Na de oorlog werd door de schaal van verwoesting duidelijk dat er breder nagedacht moest worden over monumentenbeheer. Het besluit uit 1940 werd daarom door de Nederlandse regering opgevolgd door het Besluit op de Wederopbouw van 1945 en de Tijdelijke Monumentenwet van 1950.
In 1961 werd de Wet houdende voorzieningen in het belang van monumenten van geschiedenis en kunst aangenomen, met als korte naam (citeertitel) Monumentenwet. Dat was de eerste volwaardige monumentenwet. Nederland was daar relatief laat mee in Europa. 

## Monumentenwet 1988
De Monumentenwet (van 1961) is vervangen door de Monumentenwet 1988 van 23 december 1988 (Stb. 638). Deze wet trad in werking op 1 januari 1989.  De motivering voor de nieuwe wet was: "dat het wenselijk is nieuwe bepalingen vast te stellen voor het behoud van monumenten van bouwkunst en archeologie en lagere overheden meer bij dat behoud te betrekken".
De hoofddefinitie van monumenten in de nieuwe wet is: vervaardigde zaken welke van algemeen belang zijn wegens hun schoonheid, hun betekenis voor de wetenschap of hun cultuurhistorische waarde (artikel 1.b.1).
De wet heeft op een drietal terreinen van de monumentenzorg een regeling:
- de bescherming van onroerende monumenten (bouwwerken). De onroerende monumenten die op grond van de wet worden beschermd, worden rijksmonumenten genoemd.
- de bescherming van stads- en dorpsgezichten en
- een regeling omtrent archeologische monumentenzorg (planologische bescherming, opgravingsvergunningen, eigendom en depots en informatiesystemen).

De Monumentenwet 1988 werd sinds 1989 herhaaldelijk gewijzigd en aangepast en is in het kader van de modernisering monumentenzorg per 1 januari 2012 weer gewijzigd. Daarbij is onder meer de vereiste ouderdom van 50 jaar vervallen. De wet is per 1 juli 2016 door de erfgoedwet vervangen.

## Wet op de archeologische monumentenzorg
Op 4 april 2006 is het wetsvoorstel ter implementering van het Verdrag van Malta (van de Raad van Europa, van 1992) door de Tweede Kamer goedgekeurd en in december van dat jaar gaf de Eerste Kamer ook haar goedkeuring. Op 1 september 2007 trad deze Wet op de archeologische monumentenzorg (WAMZ) in werking, waarbij de Monumentenwet 1988 werd gewijzigd.